# Astorgio Agnesi
Astorgio Agnesi (1391 i Napoli – 10. oktober 1451 i Rom) var en af Den katolske kirkes kardinaler. Han var ærkebiskop af Benevento.
Han blev kreert til kardinal den 20. december 1448 af Pave Nikolaus 5..